# Juchym Konoplja
Juchym Dmytrowytsch Konoplja (ukrainisch Юхим Дмитрович Конопля; * 26. August 1999 in Donezk) ist ein ukrainischer Fußballspieler.

## Karriere

### Verein
Aus der U19 von Schachtar Donezk kommend, ging er zur Saison 2017/18 in den Kader von deren Zweiter Mannschaft über. Dann zur Spielzeit 2019/20 wurde er erst einmal an Desna Tschernihiw verliehen, wo er anschließend am 3. August 2019, dem 2. Spieltag der Saison bei einem 2:0-Sieg über Worskla Poltawa zu seinem Liga-Debüt kam. Nach vereinzelten Einsätzen erhielt er in seiner zweiten Spielzeit in Tschernihiw dann auch einen festen Platz in der Startelf und sammelte so auch mehr Einsätze.
Zur Spielzeit 2021/22 kehrte er so zu Schachtar zurück und hatte hier sein Liga-Debüt für seinen Stammklub am 5. Spieltag bei einem 3:0-Sieg über Tschornomorez Odessa. Kurz danach gewann er dann als Rückkehrer mit seinem Team noch den Superpokal und erreichte dann als wichtiger Mannschaftsbestandteil die Meisterschaft in der Spielzeit 2022/23. In derselben Saison sammelte er dann auch seine ersten Einsätze in der Champions League und später auch noch in der Europa League, wo er mit seiner Mannschaft das Achtelfinale erreichte.

### Nationalmannschaft
Nach einem Freundschaftsspiel für die ukrainische U18 im Oktober 2016, nahm er mit der U19 an der Europameisterschaft 2018 teil, wo man im Halbfinale an Portugal scheiterte. So konnte er mit der U20 aber auch an der Weltmeisterschaft 2019 teilnehmen, bei der er am Ende mit seiner Mannschaft durch einen 3:1-Sieg über Südkorea den Weltmeistertitel gewann. Er selbst erzielte bei dem Turnier zwar keinen eigenen Treffer, bereitete dabei aber vier Tore durch Vorlagen vor. Von September 2019 bis September 2020 bestritt er danach auch noch ein paar Partien mit der U21.
Sein Debüt für die A-Nationalmannschaft hatte er am 7. Oktober 2020 bei einer 1:7-Freundschaftsspielniederlage gegen Frankreich, wo er in der Startelf stand. Nach einem weiteren Freundschaftsspiel und einem Einsatz am 14. November 2020 bei der 1:3-Niederlage in der Nations League 2020/21 gegen Deutschland, kam er dann erst einmal nicht mehr zum Zug. Erst mit der EM-Qualifikation für das Turnier im Jahr 2024, beginnend mit dem 3:2-Sieg über Nordmazedonien bekam er wieder Einsätze und kam hier nun reihenweise zu Spielzeit.